# Черстно
Черстно — озеро в Артёмовской волости Невельского района Псковской области, к югу от Невельского озера и к западу от озера Завережье. По южному берегу проходит граница с Лобковской волостью. По восточному берегу проходят: участки Невель — Городок железной дороги и автотрассы E 95 (Санкт-Петербург — Невель (М20) — Городок — Гомель (М8) — Киев (М-01).
Площадь — 1,90 км² (189,7 га, с островами — 1,95 км²). Максимальная глубина — 18,0 м, средняя глубина — 8,0 м.
На берегу озера расположена станция Завережье.
Сточное. Относится к бассейну реки Еменка, притоку Ловати.
Тип озера лещово-уклейный с ряпушкой и судаком. Массовые виды рыб: щука, окунь, плотва, лещ, красноперка, голавль, судак, язь, густера, пескарь, ряпушка, щиповка, верховка, уклея, линь, угорь, налим, вьюн, карась, карп; широкопалый рак.
Для озера характерны: песчано-илистое дно, песок, камни, песчано-каменистые гряды.